# Lonnie Johnson
Lonnie Johnson, właściwie Alonzo Johnson (ur. 8 lutego 1899, zm. 16 czerwca 1970) – gitarzysta amerykański, bluesman o szerokiej gamie repertuarowej od bluesa poprzez jazz do ballad.

## Życie i działalność

### Początki
Urodził się w Nowym Orleanie w stanie Luizjana. Był jednym z trzynaściorga dzieci; wszystkie były przygotowywane przez ojca do gry w jego orkiestrze smyczkowej. Jak wspomina Lonnie Muzyka była wszędzie wokół nas i w mojej rodzinie lepiej było grać coś, nawet jeśli tylko bębniłeś w blaszaną puszkę. Rodzina była spokrewniona poprzez Idella Johnsona z bluesmanem Tommym Johnsonem. (Idell Johnson był jego ojcem).
Nowy Orlean był wówczas tyglem, w którym stapiały się różne muzyczne kultury: francuska (akadyjska), Afroamerykanów, Kreoli, a nawet Indian. W Storyville, nowoorleańskiej dzielnicy czerwonych latarni powstawał jazz.
Pierwszym instrumentem, na którym Johnson uczył się grać były skrzypce, następnie gitara, potem kontrabas i fortepian. Nie uczył się śpiewu, bowiem osiągnął wyjątkową biegłość jako instrumentalista i o śpiewaniu w ogóle nie myślał. Jeszcze jako nastolatek zarabiał pieniądze grając na skrzypcach w duecie ze swoim bratem Jamesem Steady Rollem Johnsonem. Grali w miejskich kawiarniach i wykonywali to, czego sobie konsumenci życzyli: melodie ragtime’owe, walce i nawet melodie operowe.
Gdy w 1917 r. Storyville zostało zamknięte przez U.S. Navy Lonnie popłynął do Londynu z rewią muzyczną. Po powrocie do Nowego Orleanu przekonał się, że cała jego rodzina zmarła w czasie wielkiej epidemii grypy w 1918 r. oprócz brata Jamesa. Wyemigrował więc na północ do Missisipi i tam pracował jako muzyk na statkach rzecznych m.in. z takimi zespołami jak Charlie Creath’s Jazz-O-Maniacs na SS St.Paul i w grupie Fate Marable’a na SS Capitol.
Obaj bracia zamieszkali w St. Louis. Lonnie był już wtedy sprawnym muzykiem z wielkim i różnorodnym repertuarem i wspaniałą wyobraźnią muzyczną. Ponieważ nie było wówczas zbyt wiele pracy dla muzyków, przez okres dwu lat pracował w dzień w odlewni stali, a wieczorami czasami grywał.
Johnson szybko zrozumiał, że w nowym, powojennym świecie, jeśli chce zaistnieć jako muzyk, musi dokonać nagrań płytowych. Zgłosił się więc na konkurs bluesowy w teatrze Bookera T. Washingtona. Blues był już wtedy u szczytu popularności i pierwszą nagrodą była sesja nagraniowa dla firmy OKeh. Konkurs trwał aż osiem tygodni i w końcu Lonnie Johnson został ogłoszony zwycięzcą. Firma OKeh natychmiast zaprosiła go do studia.

### Lata 20. XX wieku
4 listopada (środa) 1925 r. Johnson dokonał swoich dwu pierwszych nagrań, które firmował swoim nazwiskiem: „Mr. Johnson’s Blues” i „Fallin’ Rain Blues”. Na fortepianie w pierwszym utworze towarzyszył mu John Arnold. W utworze drugim Johnson grał na skrzypcach. Z jednym małym wyjątkiem pozostał wierny tej firmie aż do 1932 r. Jednak pierwszym jego nagraniem, którego dokonał był utwór „'Won’t Don’t Blues” nagrany prawdopodobnie 2 listopada 1925 r. przez Charles Creath’s Jazz-O-Maniacs.
W 1925 r. poślubił pieśniarkę bluesową Mary Smith, z którą miał sześcioro dzieci. Małżeństwo przetrwało do 1932 r. Jego syn Clarence Johnson jest muzykiem z dorobkiem nagraniowym.
Od innych artystów bluesowych odróżniały Johnsona przede wszystkim dwie rzeczy: jego muzyka była o wiele bardzie wygładzona od ich muzyki oraz to, że jego instrumentalne umiejętności dorównywały najwybitniejszym ówczesnym gitarzystom jazzowym. Nic dziwnego, że zaczął występować na takich scenach jak RKO i TOBA, w których nie mieli żadnych szans wystąpić tacy wybitni przedstawiciele bluesa wiejskiego jak Blind Lemon Jefferson, Papa Charlie Jackson czy Blind Blake.
Chociaż podpisał kontrakt jako bluesowy pieśniarz, to szefowie OKeh szybko zauważyli jego wszechstronność i zatrudniali go jako muzyka firmowego do akompaniowania innym, najlepszym gwiazdom wytwórni. Jest więc na płytach takich wykonawców jak Chocolate Dandies, Louis Armstrong i Duke Ellington (1928). Klasycznych, dzięki jego partiom solowym, nagrań dokonał z Louis Armstrong Hot Five's (1927); były to m.in. I'm Not Rough, Hotter Than That.
W latach 1928 i 1929 Lonnie Johnson i gitarzysta Eddie Lang stworzyli duet, który dokonał nagrań. Ponieważ były to czasy kiedy biali i czarni muzycy nie mogli grać razem, biały Eddie Lang firmował nagrania nazwiskiem Blind Willie Dunn. Pierwszych wspólnych nagrań dokonali 17 listopada (sobota) 1928 r. Były to dwa utwory: „Two Tone Stomp” i „Have to Change Keys to Play These Blues”.
Jako artysta pod swoim własnym nazwiskiem i jako akompaniator takich wykonawców jak m.in. Clara Smith, Bertha Chippie Hill i Martha Raye Lonnie Johnson nagrał w ciągu prawie dwu dekad od swojego debiutu ponad dwieście utworów.
W 1929 r. odbył tournée w ramach programu Bessie Smith Midnight Steppers. Był to jedyny wypadek, kiedy nazwisko Smith i innego wykonawcy bluesowego były traktowane na afiszach i w kontrakcie tak samo. Johnson podróżował w jej prywatnym wagonie kolejowym i według świadków był także jej kochankiem.

### Lata 30. XX wieku
Przez okres ponad pięciu lat, od sierpnia 1932 r. do listopada 1937 r. Johnson nie nagrał ani jednego utworu. Kryzys dotknął także przemysłu płytowego. Okres ten spędził pracując pozamuzycznie z dorywczymi występami.
W 1937 r. podpisał kontrakt z firmą Decca Records dla której dokonał w listopadzie 1937 i marcu 1938 r. kilkunastu nagrań, m.in. z pianistą bluesowym (boogie woogie) Rooseveltem Sykesem. Wziął także udział w projekcie Dekki, która postanowiła przypomnieć publiczności dawne sławy nowoorleańskie i stworzyła zespół all-stars z takimi muzykami jak klarnecista Johnny Dodds, jego brat perkusista Baby Dodds i trębacz Natty Dominique. Występowali oni w radiu, ale i w klubie chicagowskim Three Deuces.
Jednak prawdziwe ożywienie jego kariery i wspaniałe nagrania łącznie przebojami („He’s a Jelly-Roll Baker” z piątkowej sesji z 13 lutego 1942 r.) nastąpiły po podpisaniu kontraktu z firmą Bluebird Records. Nagrywał dla niej od listopada 1939 r. do grudnia 1944 r. Ze względu na okres wojny i ograniczenie produkcji płyt (surowiec strategiczny) było to tylko ok. 35 utworów.

### Lata 40. XX wieku
W 1946 r. nagrywał dla firmy Disc (12 utworów) wspólnie z pianistą bluesowym Blind Johnem Davisem.
W 1947 r. podpisał kontrakt z wytwórnią King Records z Cincinnati, który trwał do 1952 r. W tym samym roku jego popowy utwór „Tomorrow Night” stał się wielkim przebojem a jeszcze większym – „Pleasing You (As Long I Live)” z sierpnia 1948 r.
W 1947 r. występował z wybitnym przedstawicielem bluesowej harmonijki ustnej Johnem Lee Sonny Boy Williamsonem w chicagowskim klubie Georgia, a w ramach nostalgii z zespołem Kid Ory Band w Carnegie Hall w Nowym Jorku w 1948 r.
W 1948 r. Johnson założył swoje trio The Three Clouds ze zmiennym składem, z którym dokonał kilkudziesięciu nagrań dla firmy King.

### Lata 50. XX wieku
W 1952 r. brytyjscy tradycjonaliści zaprosili go na serię występów po Wielkiej Brytanii, gdzie ze swoim wszechstronnym repertuarem i wspaniałą techniką był sensacją i osiągnął status równy gwiazdom filmowym. Jednak ta moda na jazz tradycyjny skończyła się po jakimś czasie i dalsze zmiany, które zaczęły zachodzić w muzyce popularnej zatrzymały karierę Johnsona. Zaczął pracować w Benjamin Franklin Hotel w Filadelfii jako woźny.
13 lipca 1959 r. Johnson dokonał nagrań w pieśniarką bluesową Victorią Spivey, które ukazały się na albumie Idle Hours w 1961 r. i na CD w 1992.
Po występach w chicagowskim klubie Playboya w 1960 r. mógł rzucić pracę woźnego w hotelu i całą pierwszą połowę lat 60. spędził zapraszany na festiwale folkowe i bluesowe zarówno w Stanach Zjednoczonych, jak i w Europie. Dokonał nagrań w Anglii, Niemczech i Danii. W 1965 r. pod koniec fali folkowej występował w kawiarniach Greenwich Village w Nowym Jorku.
Wkrótce przeniósł się do Toronto w Kanadzie, gdzie występował lokalnych klubach. Miał także swój własny klub Home of the Blues.

### Końcowe lata życia
Po 1968 r. nie był już aktywny z powodu choroby. W 1969 r. samochód biorący udział w kraksie, po uderzeniu wpadł na chodnik i potrącił Johnsona. Muzyk już nigdy nie wyzdrowiał, ale w 1970 r. wystąpił jeszcze wspólnie z Buddym Guyem.
Zmarł na wylew (skutek wypadku).
Pochowany jest na cmentarzu w Filadelfii, stan Pensylwania.

## Krytyka i znaczenie
Chociaż przy podpisywaniu kontraktów zwracano przede wszystkim uwagę na jego możliwości wokalne, to był on jednak tak znakomitym instrumentalistą i autorem muzyki i tekstów, że nawet gdyby nic nie zaśpiewał, to i tak znalazłby się na zaszczytnym miejscu w historii jazzu.
Jako gitarzysta wyprzedził swój czas. Dysponował wspaniałą techniką gry i wyobraźnią, a jego pomysły muzyczne wyprzedzały epokę. Wywarł olbrzymi wpływ na współczesnych mu muzyków, ale jeszcze większy – na przyszłych. Lista muzyków pod jego wpływem zawiera takie nazwiska jak T-Bone Walker, Charlie Christian, Big Bill Broonzy, Lowell Fulson, Sam Lightnin' Hopkins, Willie McTell, Henry Townsend, Albert King, B.B. King, Freddy King, Johnny Shines, Django Reinhardt i wielu innych.
Reprezentował miejski, wyrafinowany styl gry. Nowości, które wprowadził do gry (jak np. specyficzne kontramelodie) głęboko wpłynęły na takich gitarzystów jak Charlie Christian i Django Reinhardt. Wytyczyły one kurs prowadzący do współczesnej muzyki.
Lonnie Johnson jest najbardziej znany jako bluesman, ale przez całe życie usiłował zostawić po sobie ślad jako twórca i wykonawca ballad. I chociaż miłośnicy bluesa uważają to za zdradę, wykonywał ballady po mistrzowsku.
Pisał teksty, rzadko wpadał tu w rutynę, i był ich najlepszym wykonawcą; szczególnie lubił grać swoje własne utwory. Bardziej zwracał uwagę na teksty niż na kompozycje, które czasem są do siebie podobne. Oto co powiedział Chrisowi Albertsonowi Gram to samo na wielu moich nagraniach, ale większość ludzi nie zauważa tego, ponieważ moje opowieści nie są takie same, a ludzie zwykle nie zwracają uwagi na akordy.
Po jego śmierci Bob Groom napisał w magazynie Blues World w październiku 1970 r. Zmarły Lonnie Johnson był bez wątpienia muzycznym gigantem XX wieku: wyjątkowo utalentowanym instrumentalistą, zmysłowym i poruszającym wokalistą i kompozytorem inteligentnych, często wysoce oryginalnych bluesów.

## Wybrana dyskografia
- Complete Recordings Vol.1 (1925-1926) Document
- Complete Recordings Vol.2 (1926-1927) Document
- Complete Recordings Vol.3 (1927-1928) Document
- Complete Recordings Vol.4 (1928-1929) Document
- Complete Recordings Vol.5 (1929-1930) Document
- Complete Recordings Vol.6 (1930-1931) Document
- Complete Recordings Vol.7 (1931-1932) Document
- Best of Lonnie Johnson: Tomorrow Night 2005
- Blues & Ballads 1960
- Blues, Ballds & Jumpin’ Jazz 1960
- Essential 2001
- First of the Guitar Heroes 1925-1947
- Lonnie Johnson Complete Folkways Recordings 1967, 1993
- Rambler’s Blues 2002
- Sings 24 Twelve Bar Blues 1994
- Unsung Blues Legend: The Living Room Session 2000
- Steppin’ on the Blues 1990
- Lonnie Johnson with Victoria Spivey: Idle Hours 1961, 1990